# Germen de cereal

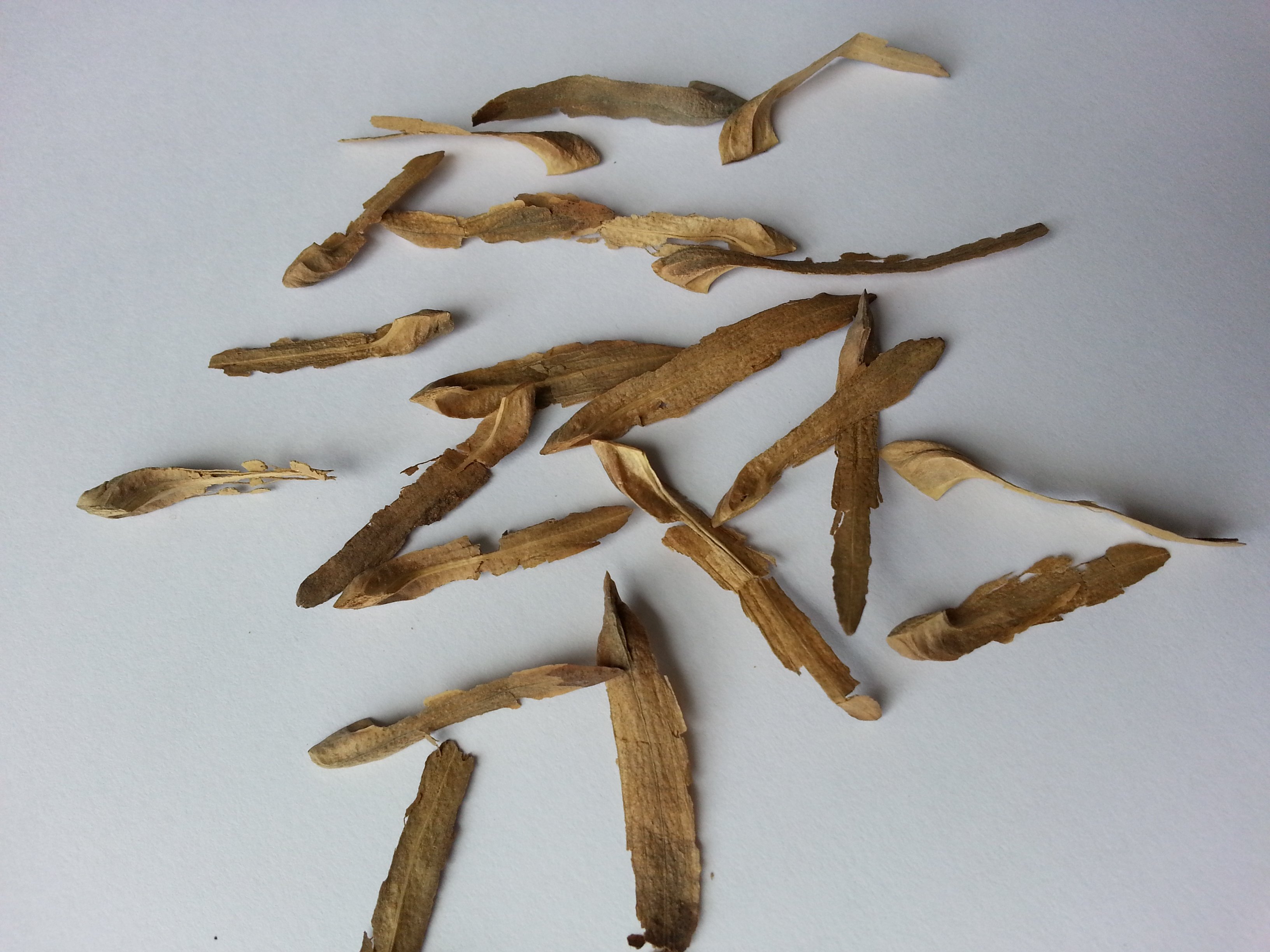
Muestras del germen

El germen de cereal es la parte reproductiva que germina para crecer en una planta; es el embrión de la semilla. Junto con el salvado, el germen es a menudo un subproducto de la molienda que produce productos refinados del grano. Los granos de cereal y sus componentes, como el germen de trigo, el salvado de arroz y maíz, pueden ser utilizados para la extracción de aceite vegetal o directamente como un ingrediente de comida.